# Kinga Klaudy
Kinga Klaudy (ur. 12 lutego 1945 w Budapeszcie) – węgierska językoznawczyni, specjalistka z zakresu translatoryki. Zajmuje się też lingwistyką tekstu.
Redaktorka naczelna czasopism naukowych: „Across Languages and Cultures”, „Fordítástudomány”, „Modern Filológiai Közlemények”.
Absolwentka Uniwersytetu Loránda Eötvösa, doktor Węgierskiej Akademii Nauk. W 1981 r. została kandydatem lingwistyki, w 1997 r. doktorem.

## Publikacje
- Klaudy K. 1987. Fordítás és aktuális tagolás. Nyelvtudományi értekezések 123. Budapest: Akadémiai Kiadó. 136 s.
- Klaudy K. 1994. A fordítás elmélete és gyakorlata. Angol, német, francia, orosz fordítástechnikai példatárral. Budapest: Scholastica. 400 s.
- Klaudy K., Bart I., Szöllősy J. 1996. Angol fordítóiskola. Budapest: Corvina. 250 s.
- Klaudy K., Lambert, J., Sohár A. (red.) 1996. Translation Studies in Hungary. Budapest: Scholastica. 208 s.
- Klaudy K., Kohn J. 1997. (red.) Transferre necesse est. Proceedings of the 2nd International Conference on Current Trends in Studies in Translation and Interpreting. Budapest: Scholastica. 570 s.
- Klaudy K. 1997. Fordítás I. Bevezetés a fordítás elméletébe. Budapest: Scholastica. 247 s. (wyd. 4. popr.).
- Klaudy K. 1997. Fordítás II. Bevezetés a fordítás gyakorlatába. Angol, német, orosz fordítástechnikai példatárral. Budapest: Scholastica. 285 s. (wyd. 4. popr.).
- Klaudy K. (red.) 1999. A magyarországi fordító- és tolmácsképzés 25 éve. Jubileumi évkönyv 1973–1998. Budapest: Scholastica.
- Klaudy, K. 2003. Languages in Translation. Lectures on the theory, teaching and practice of translation. With illustrations in English, French, German, Russian and Hungarian. Budapest: Scholastica. 473 s.
- Klaudy K. – Bart I. 2003. EU-fordítóiskola. Európai uniós szövegek fordítása angolról magyarra. Bp: Corvina. 220 s.
- Klaudy K. (red.) 2003. Fordítás és tolmácsolás az ezredfordulón. 30 éves az ELTE BTK Fordító- és Tolmácsképző Központja. Jubileumi évkönyv. Budapest: Scholastica. 186 s.
- Klaudy K. (red.) 2006. Papp Ferenc olvasókönyv. Papp Ferenc válogatott nyelvészeti tanulmányai. Budapest: Tinta Könyvkiadó. 334 s.
- Klaudy K. 2007. Nyelv és fordítás. Válogatott fordítástudományi tanulmányok. Budapest: Tinta Könyvkiadó. 269 s.
- Klaudy Kinga–Salánki Ágnes: Német-magyar fordítástechnika; wyd. 3.; Nemzeti Tankönyvkiadó, Bp., 2008 (A fordítás lexikája és grammatikája)
- Klaudy Kinga–Simigné Fenyő Sarolta: Angol-magyar fordítástechnika; wyd. 2. popr.; Nemzeti Tankönyvkiadó, Bp., 2008 (A fordítás lexikája és grammatikája)
- Fordítás és tolmácsolás a harmadik évezred elején. 40 éves az ELTE Fordító- és Tolmácsképző Tanszéke. Jubileumi évkönyv, 1973-2013; red. Klaudy Kinga; ELTE Eötvös, Bp., 2013